# Beneden Oosterdiep
Beneden Oosterdiep is een voormalig waterschap in de provincie Groningen.
Het waterschap is ontstaan omdat enkele ingelanden binnen het waterschap Wildervankster Participantenverlaat in 1871 niet wilden meebetalen om enkele werken te laten uitvoeren. Om deze werken toch uit te laten voeren werden een viertal waterschappen opgericht waaronder in 1885 het bemalingswaterschap Beneden-Oosterdiep. 
In 1886, nog geen jaar na de oprichting, draaiden provinciale staten het besluit van 1885 terug en ging het waterschap op in het Wildervankster Participantenverlaat. 
Waterstaatkundig gezien ligt het gebied sinds 2000 binnen dat van het waterschap Hunze en Aa's.